# Theodor Stolojan
Theodor Dumitru Stolojan (Târgoviște, 24 ottobre 1943) è un economista e politico romeno, Primo ministro della Romania dal 16 ottobre 1991 al 18 novembre 1992.
Ministro delle finanze del governo Roman II (1990-1991), nel 1991 succedette a Petre Roman nell'incarico di primo ministro di un governo sostenuto da diverse forze politiche, investito per combattere la crisi sociale ed economica nel periodo di transizione della Romania alla democrazia e al capitalismo.
Fu successivamente consulente per la Banca Mondiale, entrando in politica nel 2000, come candidato alla presidenza della repubblica per il Partito Nazionale Liberale (PNL), del quale nel 2002 divenne presidente.
Fautore dell'Alleanza Giustizia e Verità con il Partito Democratico (PD) di Traian Băsescu e nuovamente candidato alla funzione di capo di Stato, accusando gravi problemi di salute nell'ottobre 2004 si ritirò dalla campagna elettorale per le presidenziali e dal ruolo di leader del PNL.
Nel 2006 fu a capo di una corrente scissionista del PNL che, dopo la sua espulsione, portò alla nascita del Partito Liberale Democratico, del quale fu presidente, e che nel 2007 si fuse con il PD, dando vita al Partito Democratico Liberale, ove rivestì l'incarico di primo vicepresidente.
Designato quale primo ministro in seguito alle elezioni parlamentari del 2008, rinunciò al mandato prima dell'investitura dopo aver portato a termine i negoziati per la formazione di una coalizione di governo tra PDL e Partito Social Democratico, lasciando il posto a Emil Boc.
Fu europarlamentare nel corso di tre legislature tra il 2007 e il 2019.
Percepito dall'opinione pubblica come un tecnico, fu generalmente apprezzato dall'elettorato tanto di centro-destra quanto di centro-sinistra per il suo stile sobrio e austero.

## Formazione e carriera professionale fino al 1989
Laureatosi nel 1966 presso la facoltà di finanza, credito e contabilità dell'Accademia degli studi economici di Bucarest, nel 1980 conseguì un dottorato in economia nello stesso ateneo, con una tesi coordinata da Vasile Modoran dal titolo «Contributi all'elaborazione della metodologia di prognosi finanziaria macroeconomica nelle condizioni dell'economia rumena» («Contribuții la elaborarea metodologiei prognozei financiare macroeconomice in condițiile economiei românești»).
Tra il 1966 e il 1972 lavorò come contabile per la Frigotehnica e per il ministero dell'industria alimentare. Nel 1972 si trasferì al ministero delle finanze, nel quale fino al 1989 rivestì diverse posizioni. Fino al 1977 fu dipendente per il dipartimento per il bilancio, venendo promosso a capo della sezione contabilità della stessa istituzione nel 1978. Nel 1982 fu nominato direttore aggiunto e, più tardi, direttore del dipartimento per le relazioni valutarie e il finanziamento internazionale, che lasciò nel 1987. L'anno successivo fu assunto come ispettore generale del dipartimento per le entrate pubbliche, ruolo che mantenne fino alla caduta del regime socialista nel 1989.
A livello accademico fu a due riprese, tra il 1974 e il 1980 e tra il 1990 e il 1991, docente di finanze pubbliche presso l'Accademia degli studi economici. Dal 1978 fu membro dell'Istituto internazionale per le finanze pubbliche.

## Carriera politica

### Ministro delle finanze
In seguito alla rivoluzione romena del 1989, che portò al potere il Consiglio del Fronte di Salvezza Nazionale di Ion Iliescu, si costituì un governo provvisorio con a capo Petre Roman. Il 29 dicembre 1989 Stolojan venne nominato primo aggiunto del ministro delle finanze Ion Pățan.
Nel giugno 1990 si insediò il governo Roman II, gabinetto risultante dalla schiacciante vittoria del Fronte di Salvezza Nazionale (FSN) di Iliescu e Roman alle elezioni del 1990. Il primo fu riconfermato presidente della repubblica, mentre il secondo fu incaricato di condurre un esecutivo con un ambizioso programma di riforma dell'economia e della società. Stolojan venne indicato come ministro delle finanze, portafogli chiave del nuovo governo.
Il 20 marzo 1991, tuttavia, insieme al ministro dell'industria Anton Vătășescu, Stolojan rassegnò le proprie dimissioni, lamentando il ritmo lento dell'applicazione delle riforme. Nello specifico il titolare delle finanze confidava nel piano di rimozione del calmiere e di totale liberalizzazione dei prezzi a partire dal 1º aprile 1991, mentre la variante approvata dal parlamento stabilì un approccio progressivo.
In seguito ad un rimpasto operato dal primo ministro Roman il 30 aprile 1990, pur rinunciando al ruolo di ministro, a Stolojan fu affidata la guida dell'Agenzia nazionale per la privatizzazione, organo sottoposto al controllo del governo, dove lavorò all'elaborazione della legge sulla privatizzazione e all'istituzione del nuovo Fondo per le proprietà di stato (FPS), che avrebbe gestito le società a capitale pubblico, coordinandone il processo di vendita ai privati.

### Primo ministro
Il governo Roman II fu costretto alle dimissioni dalla mineriada del settembre 1991. Il 1º ottobre 1991 il presidente della repubblica Ion Iliescu assegnò l'incarico di formare un nuovo governo a Theodor Stolojan. Mentre in seno al partito di governo si consumava lo scontro tra la corrente conservatrice, guidata da Iliescu, e quella riformista, rappresentata da Petre Roman, il presidente della Romania preferì rivolgersi ad una figura proveniente dalla tecnocrazia del precedente regime e meno incline ai conflitti o all'apertura a diatribe politiche, quale Stolojan.
Vista la necessità di allentare le tensioni fra le parti sociali, il capo di Stato sostenne la soluzione di un governo di unità nazionale, assegnando il ruolo di premier a un personaggio politicamente indipendente e includendo nel gabinetto di governo anche altre formazioni politiche al fianco del predominante FSN. Entrarono a far parte dell'esecutivo anche i minoritari Partito Nazionale Liberale (PNL), Partito Democratico Agrario di Romania (PDAR) e Movimento Ecologista di Romania (MER). Il governo Stolojan ottenne il voto di fiducia da parte della camera dei deputati il 16 ottobre 1991 e quello del senato il giorno successivo.
Si trattò di un governo con un mandato limitato, investito soprattutto per gestire la transizione alla nuova legislatura e organizzare le tornate elettorali in programma nel 1992. Sulla scia dell'operato del precedente governo, che aveva avviato le prime timide riforme per la trasformazione di un'economia socialista in una di stampo capitalista, il gabinetto Stolojan continuò con un moderato processo di liberalizzazione, con l'obiettivo di porre un freno al costante deterioramento dei parametri economici. Tra gli interventi più importanti del governo vi furono la ricapitalizzazione delle banche e la nazionalizzazione della valuta estera.
Nel corso del suo mandato entrò in vigore la nuova costituzione, approvata dal referendum popolare del dicembre 1991. Visto il nuovo quadro costituzionale, parlamento e governo emanarono diversi atti normativi che determinarono l'evoluzione dell'assetto istituzionale del paese. Tra il 1991 e il 1992 furono emanati i regolamenti per il funzionamento di SRI, Corte costituzionale e Corte dei conti, nonché le leggi elettorali per presidenza della repubblica e parlamento.
Nel settembre 1992 si celebrarono le elezioni parlamentari e presidenziali, che videro un nuovo successo di Iliescu e del suo partito, il Fronte Democratico di Salvezza Nazionale. Il 19 novembre 1992 Theodor Stolojan cedette il teste al nuovo primo ministro Nicolae Văcăroiu. Tra l'11 e il 12 ottobre 1992 il premier uscente presentò alle camere la relazione finale sulle realizzazioni del suo governo. Secondo Stolojan gli obiettivi principali, cioè l'organizzazione delle elezioni e il rallentamento del declino economico con il raggiungimento della crescita zero, erano stati compiuti.

### Consulente per la Banca Mondiale
Alla conclusione dell'esperienza di governo, nel 1992 fu assunto come consulente per la Banca Mondiale, nel quadro del dipartimento per lo sviluppo del settore privato. Tra i suoi compiti vi fu l'applicazione dei programmi di privatizzazione in diversi paesi dell'ex blocco sovietico (Moldavia, Uzbekistan, Kirghizistan, Ucraina) e dell'Africa (Etiopia).
Rientrato in Romania nel 1999, fu dirigente per diverse società, tra le quali l'holding Tofan Group. Lasciò il settore privato nel 2000, quando prese la decisione di entrare in politica.

### Candidato alla presidenza della repubblica

Percentuali di voto per Theodor Stolojan divise per distretto in occasione del primo turno delle Elezioni presidenziali in Romania del 2000. Il candidato del PNL ottenne percentuali superiori al 20% solamente nel distretto di Sibiu.

Nel 1996 fu membro del comitato di sostegno alla candidatura di Ion Iliescu alla presidenza della repubblica, piattaforma guidata dal ministro degli esteri Teodor Meleșcanu che riuniva diverse personalità pubbliche che appoggiavano la rielezione del capo di Stato uscente. Questi, tuttavia, fu sconfitto dal rappresentante del centro-destra Emil Constantinescu. Nonostante l'esplicito endorsement a Iliescu, nel 1999 Constantinescu avanzò il nome di Stolojan come possibile consigliere economico del governo Vasile, ma la sua nomina fu rigettata dal primo ministro Radu Vasile. Stolojan, infatti, era considerato uno degli uomini di miglior reputazione intorno ad Iliescu.
Nel 1999 un gruppo di intellettuali fondò il think tank Iniziativa social liberale che, pur vicino al centro-sinistra, rappresentò una corrente del gruppo di centro-destra del Partito Nazionale Liberale (PNL) e promosse la nomina di Stolojan a candidato per la presidenza della repubblica alle elezioni del 2000. Stolojan si iscrisse al PNL nel luglio 2000 e fu subito supportato anche dal primo vicepresidente della formazione Valeriu Stoica, che curava la strategia politica del partito e desiderava la nascita di una più ampia coalizione democratico-liberale a suo sostegno. Stolojan fu ufficialmente indicato quale candidato presidenziale del PNL nel corso del congresso del partito del 18 agosto 2000, ricevendo il voto favorevole di 1.140 delegati, contro 2 contrari e 3 astenuti.
La frammentazione del centro-destra moderato, tuttavia, gli impedì di arrivare oltre il terzo posto con l'11,8% dei voti, finendo alle spalle di Ion Iliescu e Corneliu Vadim Tudor.
Stolojan fu anche eletto deputato alle concomitanti elezioni parlamentari, ma rinunciò al mandato a pochi giorni dall'inizio della legislatura. Il PNL andò all'opposizione di un governo guidato dal Partito Social Democratico (PSD) di Adrian Năstase.

### Presidente del Partito Nazionale Liberale

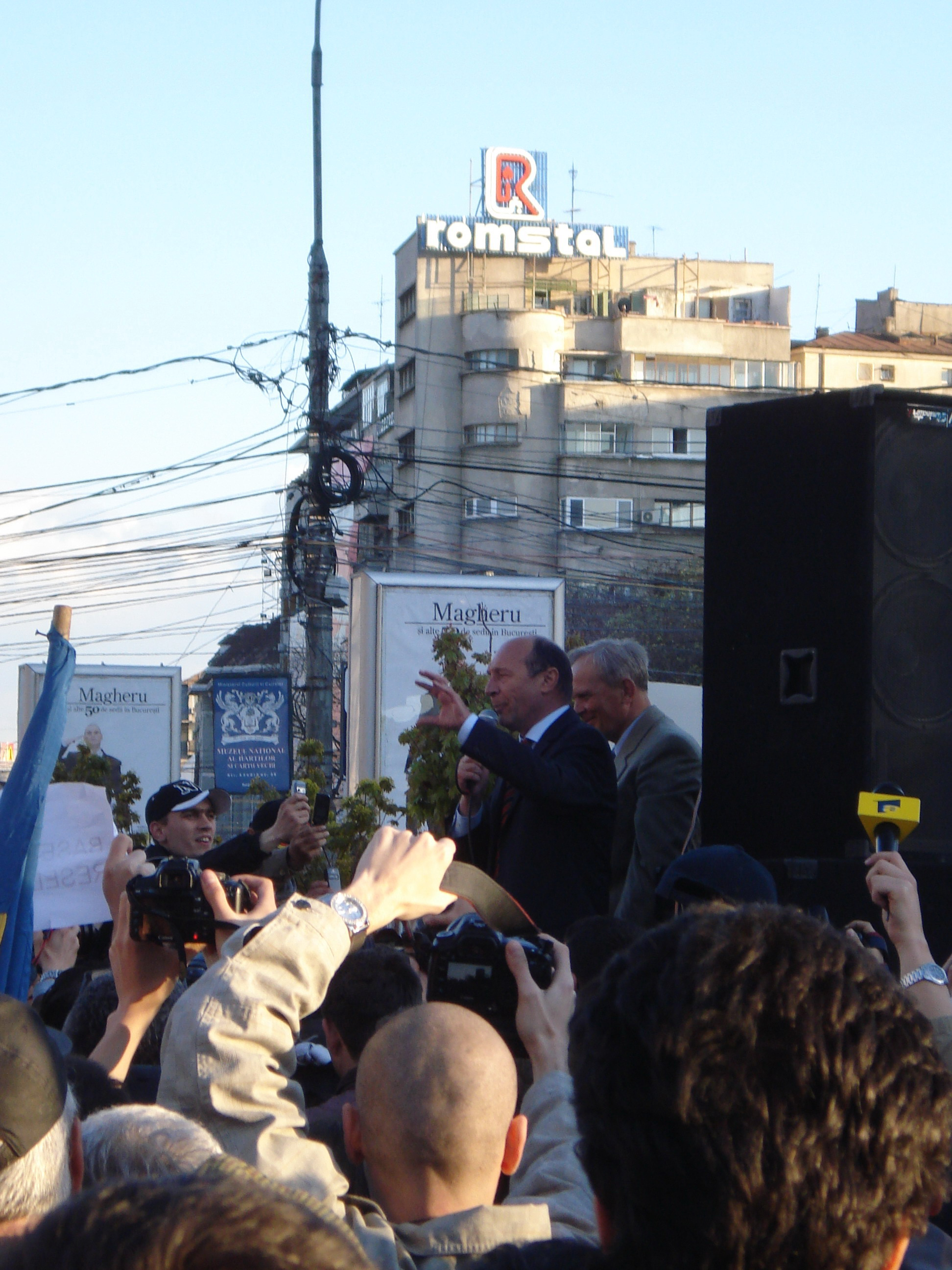
Traian Băsescu e Theodor Stolojan durante una manifestazione a Bucarest nell'aprile 2007.

Il congresso del PNL del 17-18 febbraio 2001 elesse i nuovi quadri dirigenti, con Valeriu Stoica nominato alla presidenza e Stolojan nella funzione di presidente del consiglio nazionale (con 935 voti a favore), diventando a tutti gli effetti il numero due del partito. L'anno successivo l'emergere di una crisi politica nel PNL, che vide una parte della dirigenza criticare duramente il proprio presidente, spinse Stoica ad annunciare le dimissioni e indire un nuovo congresso.
Il leader uscente, tuttavia, ebbe cura di indicare come proprio diretto successore Theodor Stolojan, che accettò la proposta solamente a condizione di modificare lo statuto del partito con l'introduzione di un voto di lista secondo il quale i delegati avrebbero eletto in un'unica soluzione tanto il presidente quanto i suoi vice, al fine di evitare ulteriori crisi interne. L'11 luglio 2002 Stoica delegò ad interim i propri compiti a Stolojan, che venne confermato ufficialmente come presidente del PNL in occasione del congresso del 24-25 agosto 2002, quando sconfisse con 944 voti a 193 l'avversario Ludovic Orban, che rappresentava l'ala di opposizione interna. L'obiettivo dichiarato di Stolojan fu quello di rendere il partito «un'alternativa di destra credibile rispetto alla sinistra socialdemocratica». Il PNL di Stolojan fu atipico, meno legato alla tradizione liberale intransigente e più pragmatico. Sotto la sua presidenza il partito assorbì altre forze minori e crebbe nei sondaggi.
Per mettere in pratica il piano di costruzione di un più forte fronte di centro-destra promosse apertamente un'alleanza con il Partito Democratico (PD) di Traian Băsescu, con cui condivideva l'opposizione al governo socialdemocratico. Fondandosi sugli obiettivi comuni di uno strenuo europeismo e della lotta alla corruzione, la coalizione tra le due forze vide la luce nel settembre 2003 e prese il nome di Alleanza Giustizia e Verità (DA). Stolojan fu inizialmente indicato come candidato alla presidenza della repubblica per le elezioni del 2004 ma, sorprendentemente, il 2 ottobre nel corso di una conferenza stampa straordinaria annunciò la decisione di rinunciare a tutte le sue funzioni a causa di problemi di salute. Le motivazioni del ritiro furono fonte di numerose speculazioni, che furono ulteriormente alimentate da un presunto ricatto da parte del PSD rivelato da Băsescu nei successivi giorni di campagna elettorale. Il nuovo candidato al ruolo di capo di Stato divenne Băsescu, mentre la presidenza del PNL passò a Călin Popescu Tăriceanu, nome suggerito dallo stesso Stolojan.
Al ballottaggio del 12 dicembre 2004 Băsescu fu eletto presidente della Romania, mentre Tăriceanu, designato primo ministro, riuscì a formare un composito governo costruito intorno a DA. Stolojan fu nominato consigliere presidenziale di Băsescu sui problemi economici.

### Il Partito Liberale Democratico

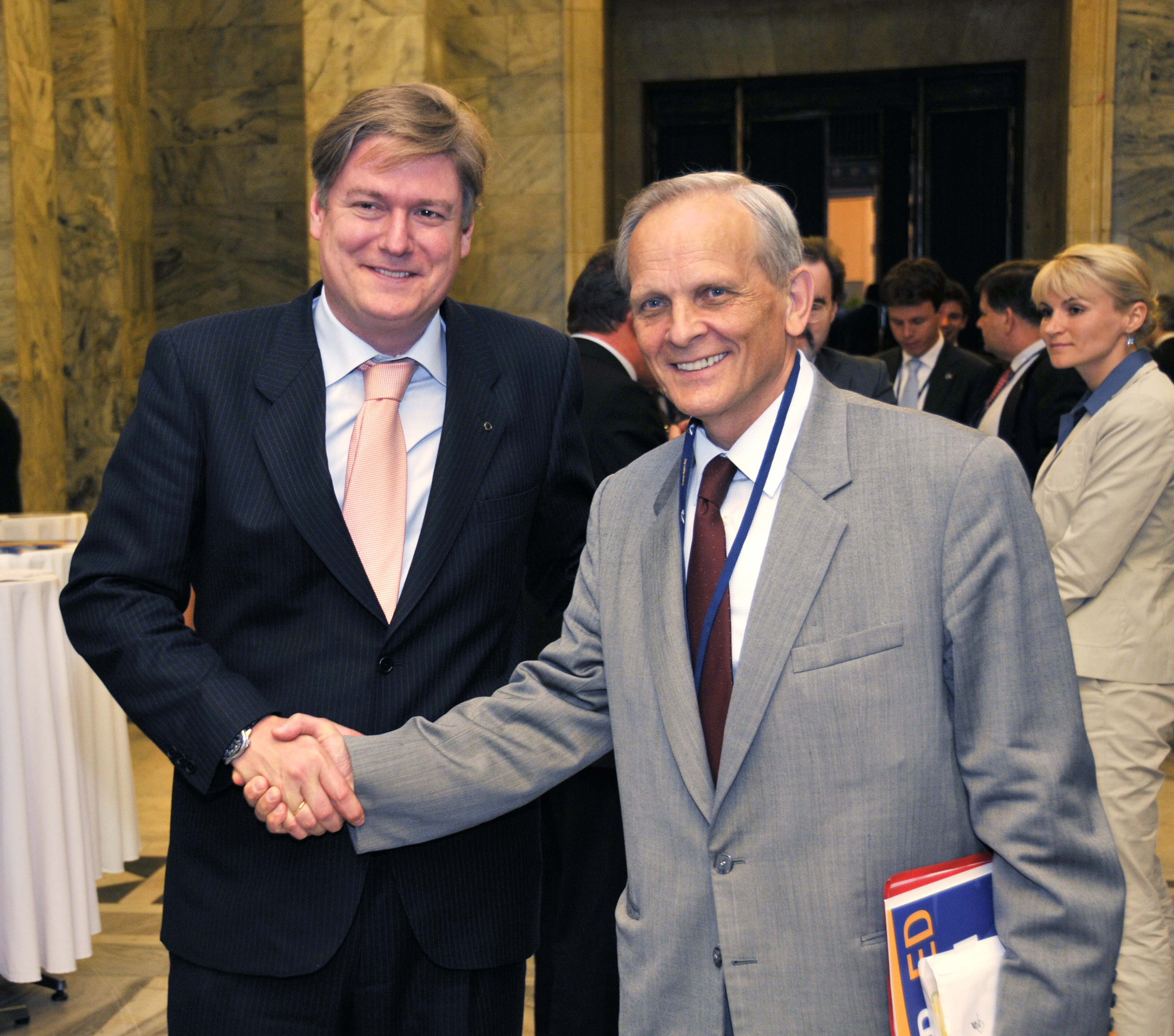
Theodor Stolojan (destra), con il segretario generale del Partito Popolare Europeo Antonio López-Istúriz White (sinistra) nel 2009.

La coabitazione tra PNL e PD fu destabilizzata dai continui contrasti tra Băsescu e Tăriceanu, mentre Stolojan si espresse ripetutamente a favore del presidente della repubblica, accusando il nuovo leader del PNL di essere colpevole della perdita di credibilità del partito e del governo. In tale contesto mostrò la propria disponibilità a ritornare a rivestire una funzione di peso in seno al partito, inasprendo ulteriormente i rapporti con il primo ministro.
Nel luglio 2006, grazie al sostegno di alcune filiali del PNL, pubblicò il documento «Appello per il rilancio e l'unità del PNL», che in nove punti descriveva le linee guida per la ripresa del partito, l'allontanamento dell'attuale dirigenza e il suo riavvicinamento al PD. A causa delle continue critiche ai vertici, con nove voti a favore e uno contrario il 10 ottobre 2006 l'organizzazione locale del Settore 2 di Bucarest deliberò la sua espulsione dal PNL, a causa della violazione dello statuto e delle decisioni dell'ufficio permanente nazionale. Stolojan lamentò la volontà di Tăriceanu di mettere a tacere i propri avversari politici.
Il 15 ottobre 2006 al fianco di Valeriu Stoica presentò il manifesto «piattaforma liberale», cui aderirono numerose personalità del PNL, e il 16 ottobre 2006 lasciò la posizione di consigliere presidenziale per impegnarsi interamente nel nuovo progetto politico. L'obiettivo della piattaforma era quello di riallacciare i rapporti con il PD, ravvivare lo spirito dell'alleanza DA e costituire un grande partito di centro-destra capace di tenere testa al PSD.
Nel dicembre 2006 i membri della piattaforma fondarono il Partito Liberale Democratico (PLD), cui aderirono 27 parlamentari provenienti dal PNL. Il nuovo partito orbitò intorno alla formazione di Băsescu, collaborando con il PD a livello parlamentare e configurandosi come una delle poche forze politiche a sostenere il capo di Stato al referendum del maggio 2007. Già leader ad interim, Stolojan ne fu riconfermato presidente titolare nel corso del primo congresso del 31 marzo 2007.
Alle elezioni europee del novembre 2007 il PLD riuscì a conseguire il 7,8% e tre eurodeputati. Candidatosi come capolista, nel suo primo mandato a Bruxelles Stolojan fu membro della Commissione per i bilanci del Parlamento europeo e delle delegazioni dell'Unione europea nelle commissioni di cooperazione con Macedonia e Moldavia. A partire dal luglio 2008 fu anche membro dell'ufficio di presidenza del Gruppo del Partito Popolare Europeo.
Nel dicembre 2007 il PLD si fuse con il PD, dando vita al Partito Democratico Liberale (PDL). Nella nuova formazione Stolojan assunse la posizione di primo vicepresidente al fianco di Adriean Videanu, sotto la conduzione di Emil Boc.

### Primo ministro designato

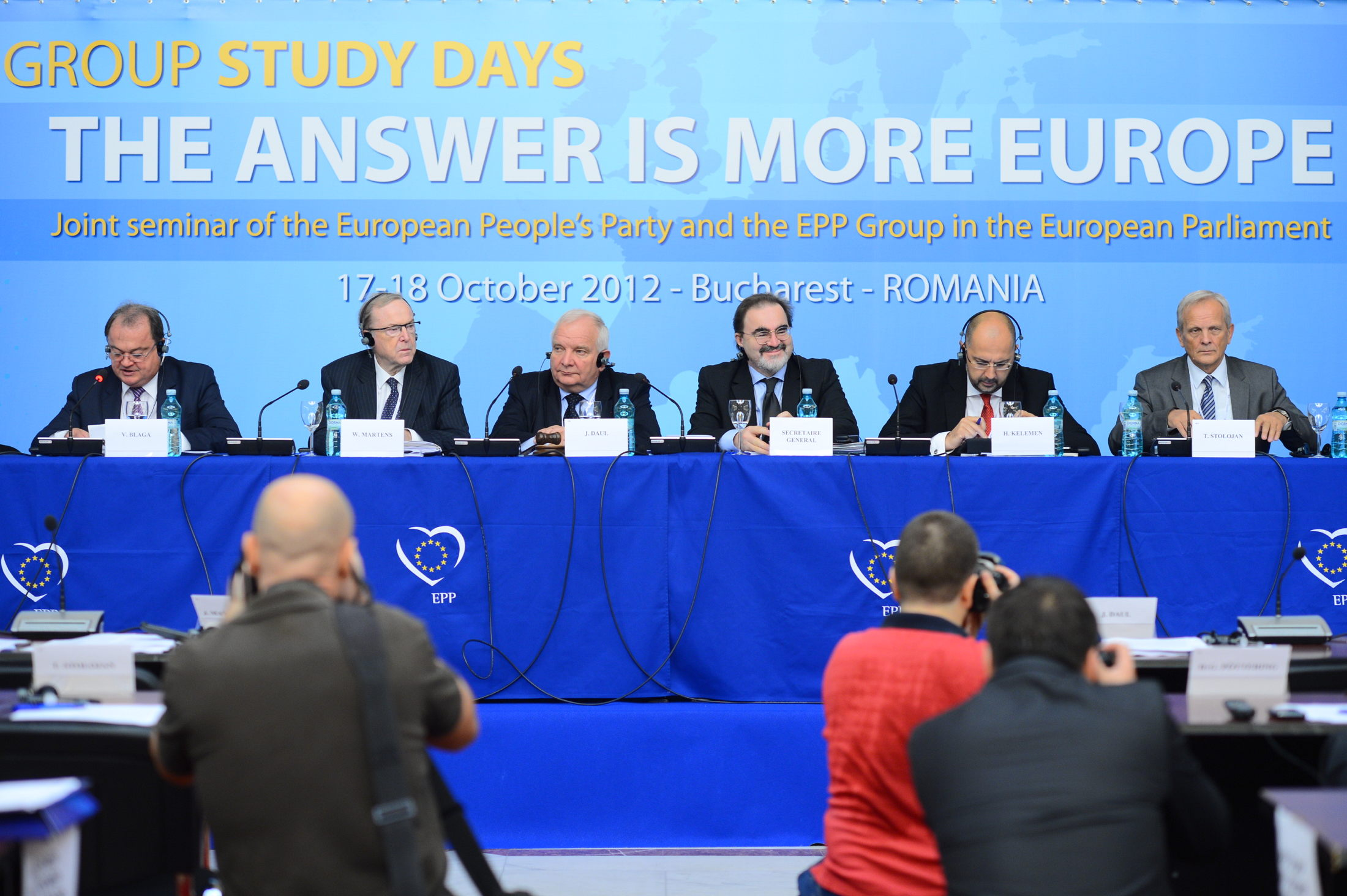
Theodor Stolojan (primo da destra) al Congresso del Partito Popolare Europeo del 17 ottobre 2012.

In vista delle elezioni parlamentari di quell'anno, il 12 settembre 2008 fu indicato dal collegio direttivo del PDL come candidato alla funzione di premier. Secondo alcuni sondaggi realizzati dal partito, in quel momento Stolojan era la personalità del PDL che godeva del più alto livello di fiducia da parte dell'elettorato. Il voto del 30 novembre restituì una situazione di sostanziale parità tra i due partiti più votati, PDL e PSD.
Il 10 dicembre 2008 il presidente della repubblica assegnò a Theodor Stolojan il ruolo di primo ministro designato, divenendo la prima persona nella storia della Romania dopo il 1989 a ricevere tale incarico per la seconda volta. Al termine di complessi negoziati con il PSD per la formazione di un governo composto dalle due forze, il 14 dicembre 2008 PDL e PSD siglarono il «partenariato per la Romania», un protocollo di collaborazione che si basava su alcuni punti generali, come il mantenimento della flat tax sui redditi personali al 16%, lo sviluppo delle infrastrutture e la stabilizzazione dell'economia nel contesto della crisi mondiale.
Il 16 dicembre Theodor Stolojan annunciò a sorpresa l'intenzione di deporre il mandato nelle mani del presidente rifiutando, in tal modo, l'incarico di primo ministro. Senza fornire motivazioni politiche per le dimissioni, Stolojan precisò che lasciava il posto a una più giovane generazione di uomini politici. La stampa identificò nei motivi del suo ritiro delle reticenze personali sulla nomina di alcuni ministri del futuro gabinetto, sulla stessa alleanza con il PSD e su alcune clausole dell'accordo di governo. Al suo posto, quindi, Băsescu indicò il presidente del PDL Emil Boc, il cui governo fu investito dal parlamento il 22 dicembre 2008.

### Europarlamentare del PDL e del PNL

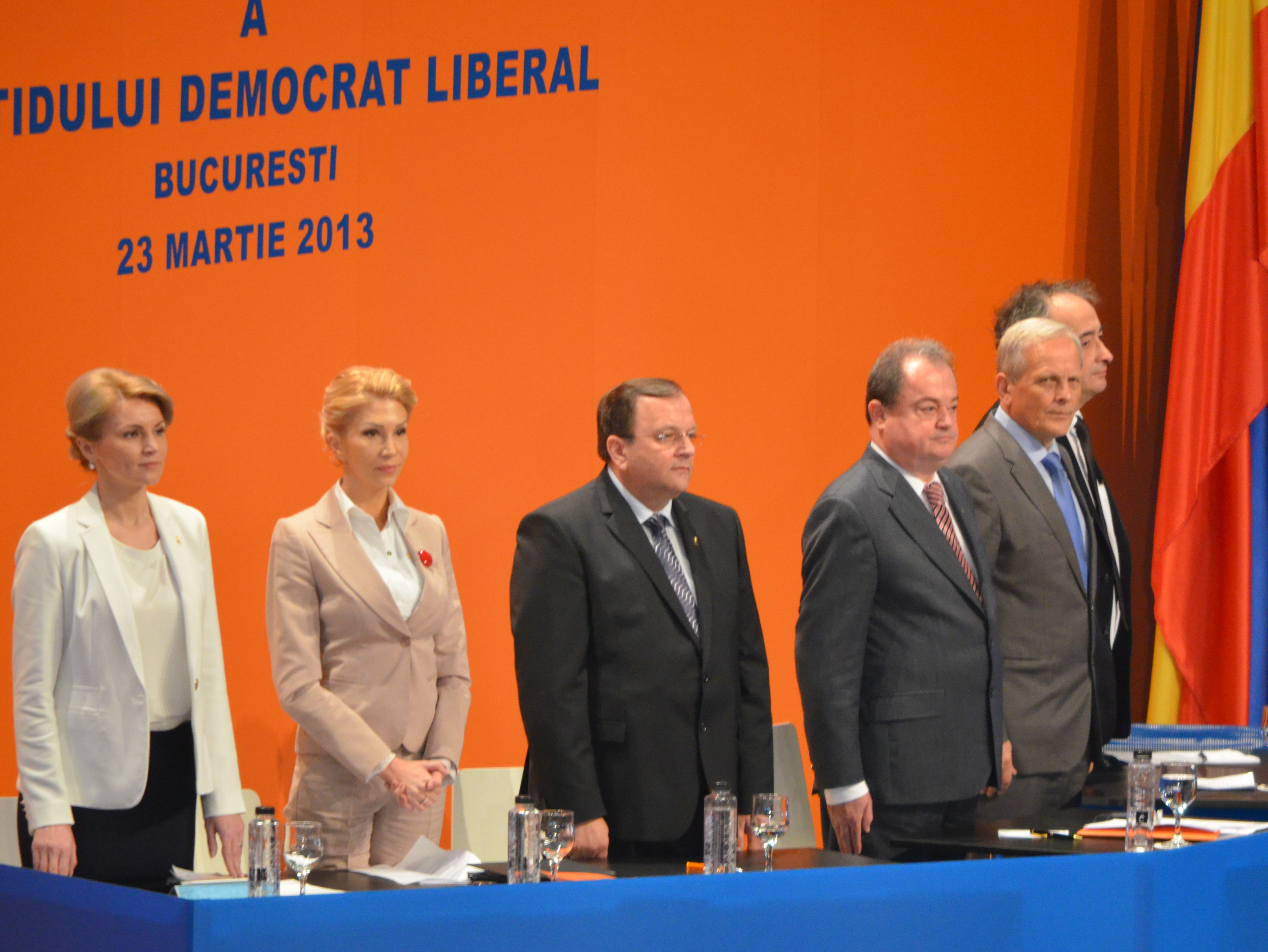
Theodor Stolojan (secondo da destra) alla Convenzione straordinaria del Partito Democratico Liberale del 23 marzo 2013.

Nelle liste del PDL Stolojan fu eletto per due ulteriori mandati al parlamento europeo in occasione delle elezioni del 7 giugno 2009 e del 25 maggio 2014.
Nel corso della VII legislatura fu vicepresidente della Commissione per i problemi economici e monetari e membro della Commissione speciale sulla crisi finanziaria, economica e sociale. Fu, inoltre, sostituto della Commissione per i bilanci e della Commissione speciale sulle sfide politiche e le risorse di bilancio per un'Unione europea sostenibile dopo il 2013. Tra gli altri incarichi partecipò alla Delegazione alla commissione parlamentare mista UE-Turchia, alla Delegazione per le relazioni con la Svizzera e la Norvegia, alla commissione parlamentare mista UE-Islanda e alla commissione parlamentare mista dello Spazio economico europeo (SEE) e alla Delegazione alla commissione di cooperazione parlamentare UE-Moldova. Fu membro dell'ufficio di presidenza del gruppo del PPE fino al 2014.
Nella successiva legislatura fu nuovamente membro della Commissione per i problemi economici e monetari e della Commissione speciale sulle decisioni anticipate in materia fiscale (tax ruling) e altre misure analoghe per natura o effetto. Partecipò in qualità di sostituto alla Commissione per l'ambiente, la sanità pubblica e la sicurezza alimentare, alla Commissione per l'industria, la ricerca e l'energia, alla Commissione d'inchiesta incaricata di esaminare le denunce di infrazione e di cattiva amministrazione nell'applicazione del diritto dell'Unione in relazione al riciclaggio di denaro, all'elusione fiscale e all'evasione fiscale e alla Delegazione per le relazioni con il Sudafrica. Fu anche membro della Delegazione all'Assemblea parlamentare paritetica ACP-UE.
A livello di partito mantenne il ruolo di primo vicepresidente fino alla convenzione nazionale del 2011, mentre nel marzo 2013 si espresse a favore della rielezione di Vasile Blaga alla presidenza del PDL.
Nel 2015, in seguito alla confluenza del PDL nel PNL, tornò nuovamente a far parte del Partito Nazionale Liberale. In qualità di ex presidente entrò a far parte dell'ufficio nazionale del partito come membro di diritto.
Nel 2021 fu incaricato della presidenza della commissione per l'organizzazione del congresso del PNL del 25 settembre 2021, che elesse quale nuovo leader Florin Cîțu.

## Aspetti controversi
I suoi oppositori politici lo accusarono di aver trascurato facilmente le ideologie politiche, facendo parte di un governo di centro-sinistra (in qualità di ministro delle finanze e di primo ministro) e sostenendo Ion Iliescu, e di aver perseguito, poi, una carriera politica nel centro-destra.

## Vita privata
Sposato con Elena, ha avuto due figli, Vlad Stolojan e Ada Palea.

## Pubblicazioni
- (RO) Integrare și politica fiscală europeană, 2002.
- (RO) Fundamentele economice ale tranziției românești - Drumul României spre competitivitate, 2002.